# Siv Friðleifsdóttir
Siv Friðleifsdóttir (celým jménem Björg Siv Juhlin Friðleifsdóttir, * 10. srpna 1962, Oslo) je islandská politička.

## Životopis
Je poloviční Norka a částečně vyrůstala v Norsku, kde trávila téměř každé léto u Oslofjordu se svými prarodiči. Je vystudovaná fyzioterapeutka. V letech 1995–⁠2003 byla poslankyní Althingu (islandského parlamentu) za Pokrokovou stranu za volební obvod Reykjanes a v letech 2003–⁠2013 zastupovala volební obvod Jihozápadní Island. V letech 1995 až 1999 a 2007 až 2013 byla členkou islandské delegace v Severské radě. Od roku 2007 je předsedkyní parlamentní skupiny Pokrokové strany, v letech 2006–⁠2007 byla ministryní zdravotnictví a sociálního zabezpečení, v letech 1999–⁠2004 ministryní životního prostředí a ministryní pro severskou spolupráci. V letech 2009–2011 byla místopředsedkyní Althingu.
V letech 1995–1999 byla také členkou islandské delegace v Parlamentním shromáždění Západoevropské unie a v letech 2004–2006 místopředsedkyní islandské delegace v Parlamentním shromáždění Rady Evropy.
Jedním z jejich politických činů bylo znemožnění provozu striptýzových klubů na Islandu. 30. července 2010 byl na Islandu uzavřen sexuální průmysl a Island se tak na základě Sivina zákona stal první evropskou zemí, která zakázala striptýzové kluby.
Od roku 2020 je členkou Rady pro volný pohyb osob a Severského výboru vyšších úředníků pro zdravotnictví a sociální věci Severské rady.

## Galerie

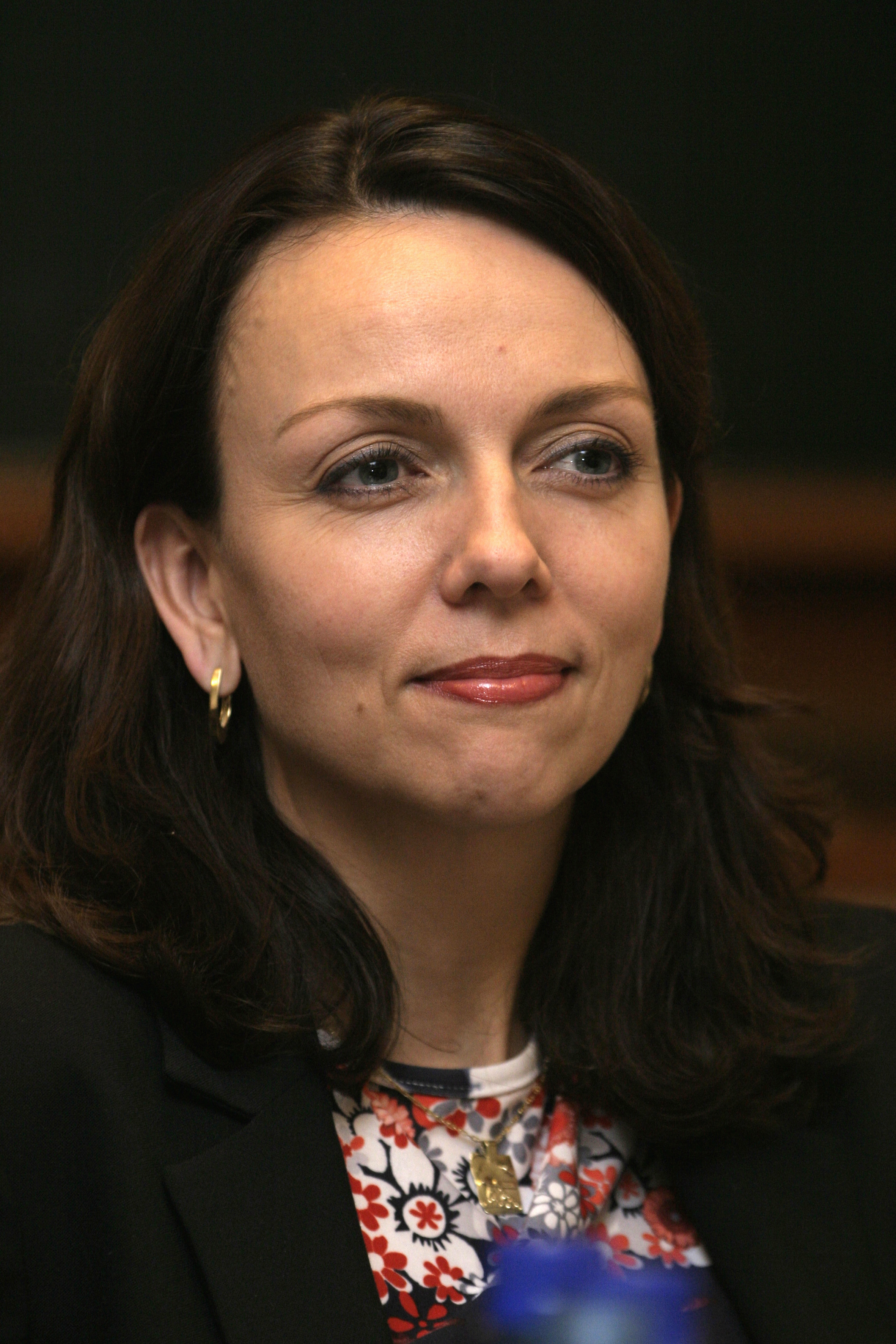
Siv v roce 2003
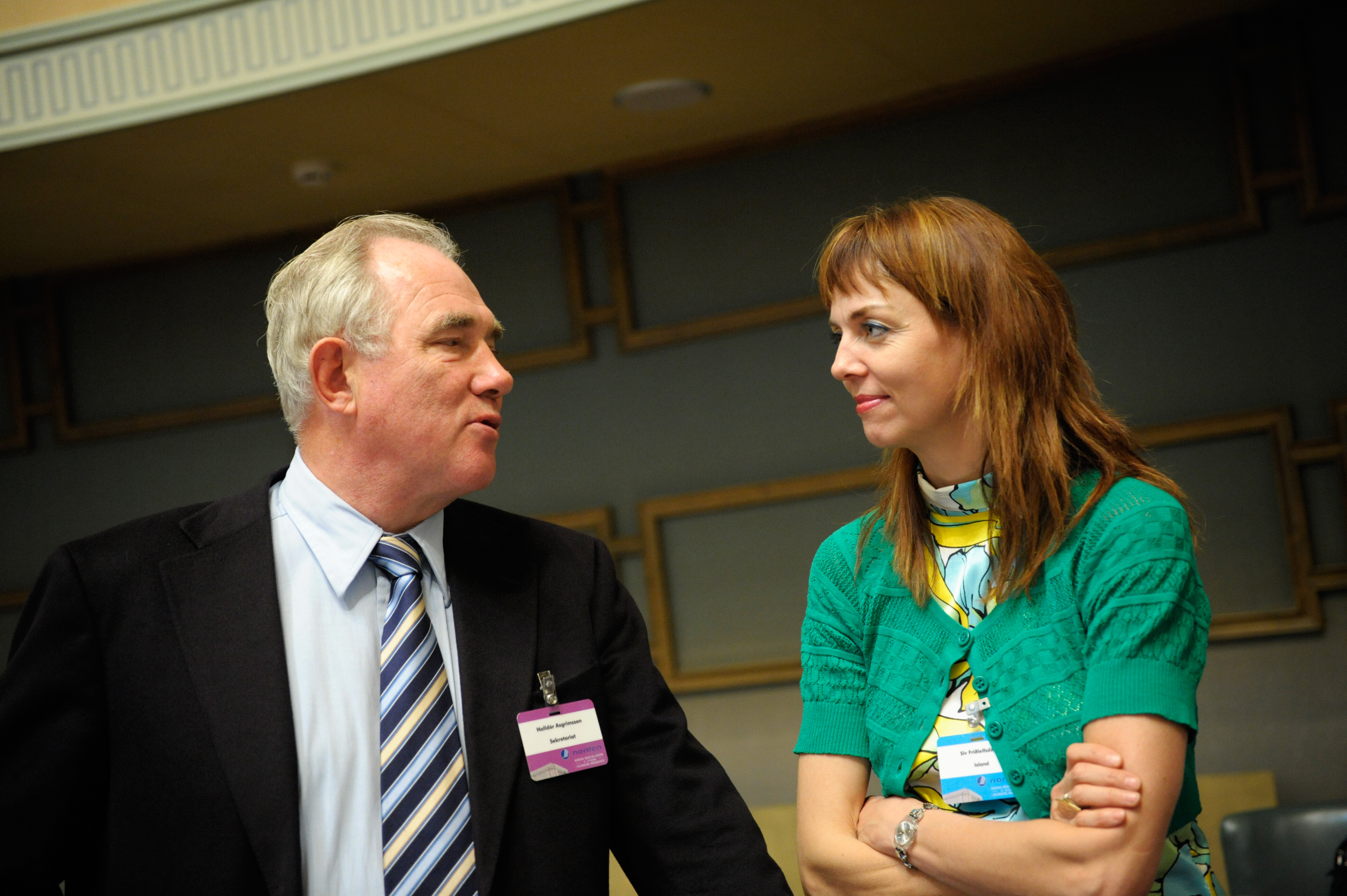
Siv v roce 2008
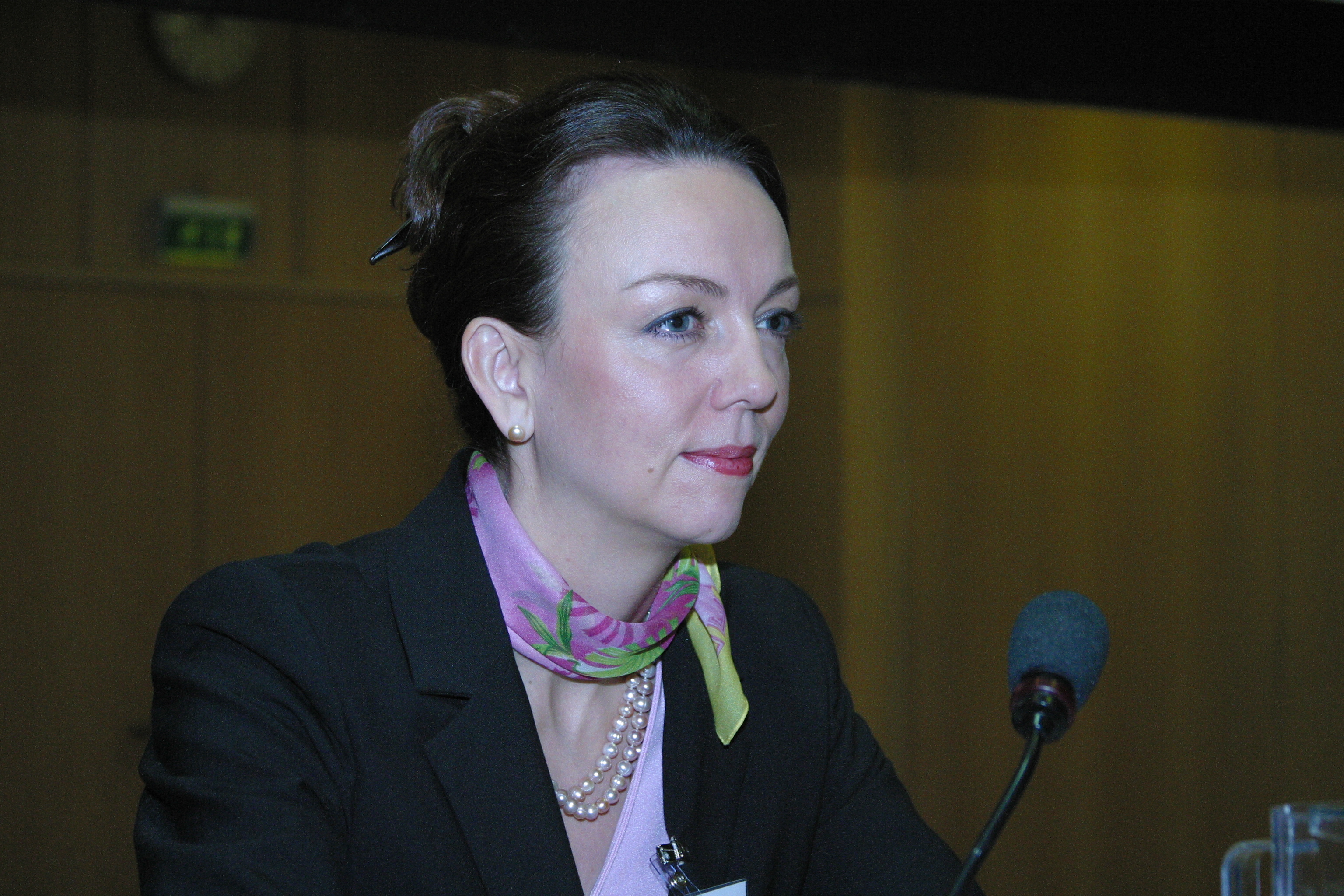
Siv v roce 2004
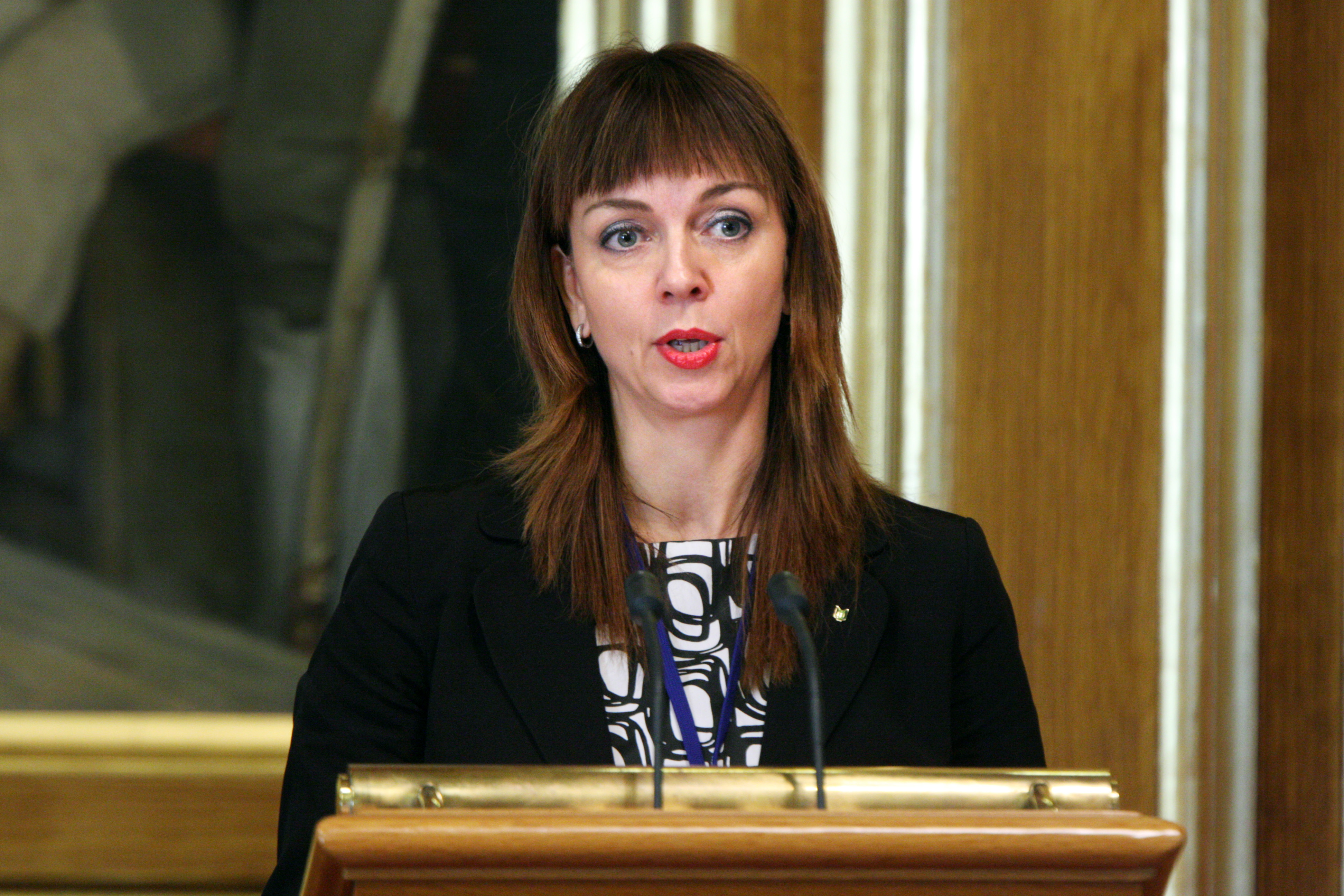
Siv v roce 2007
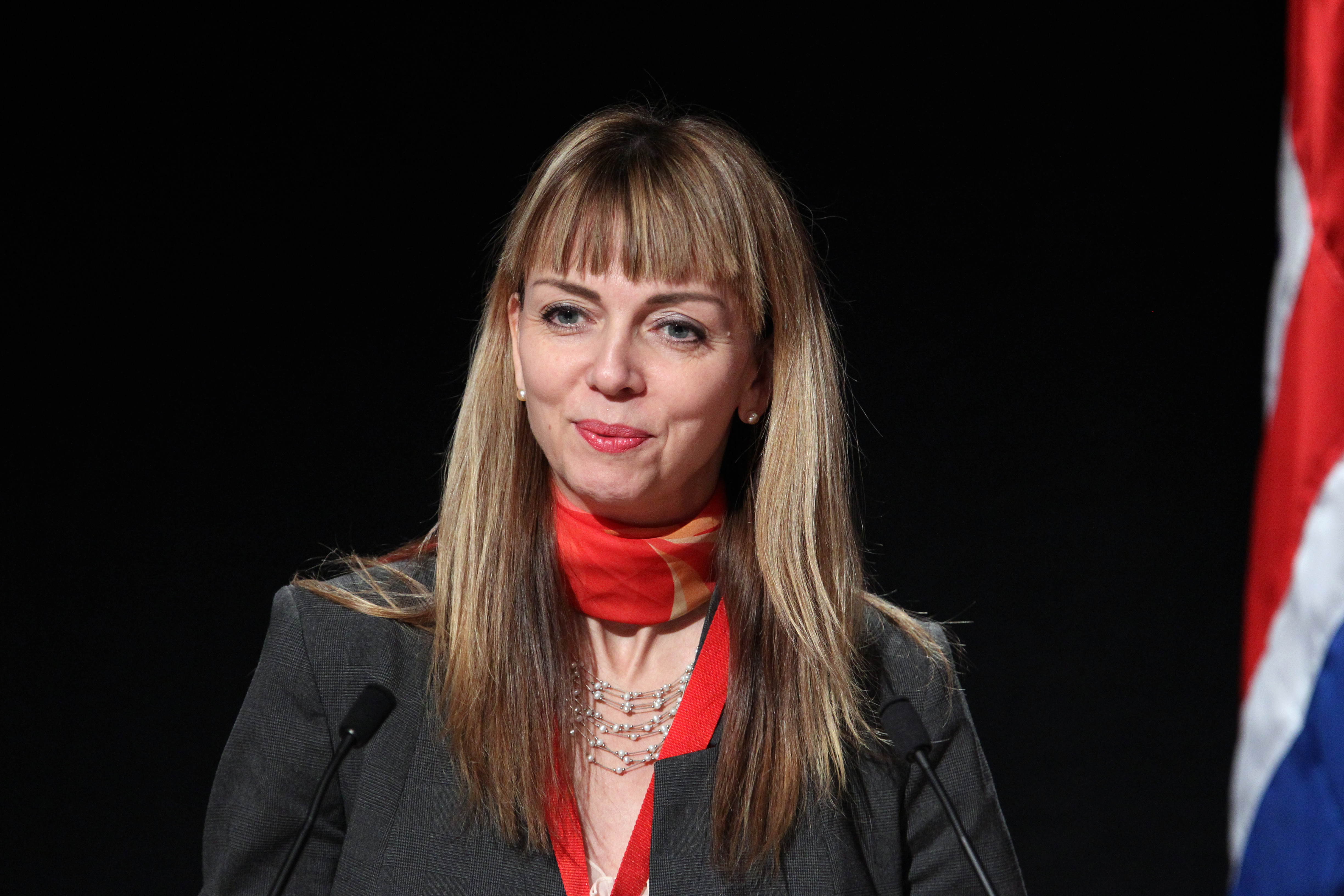
Siv v roce 2010
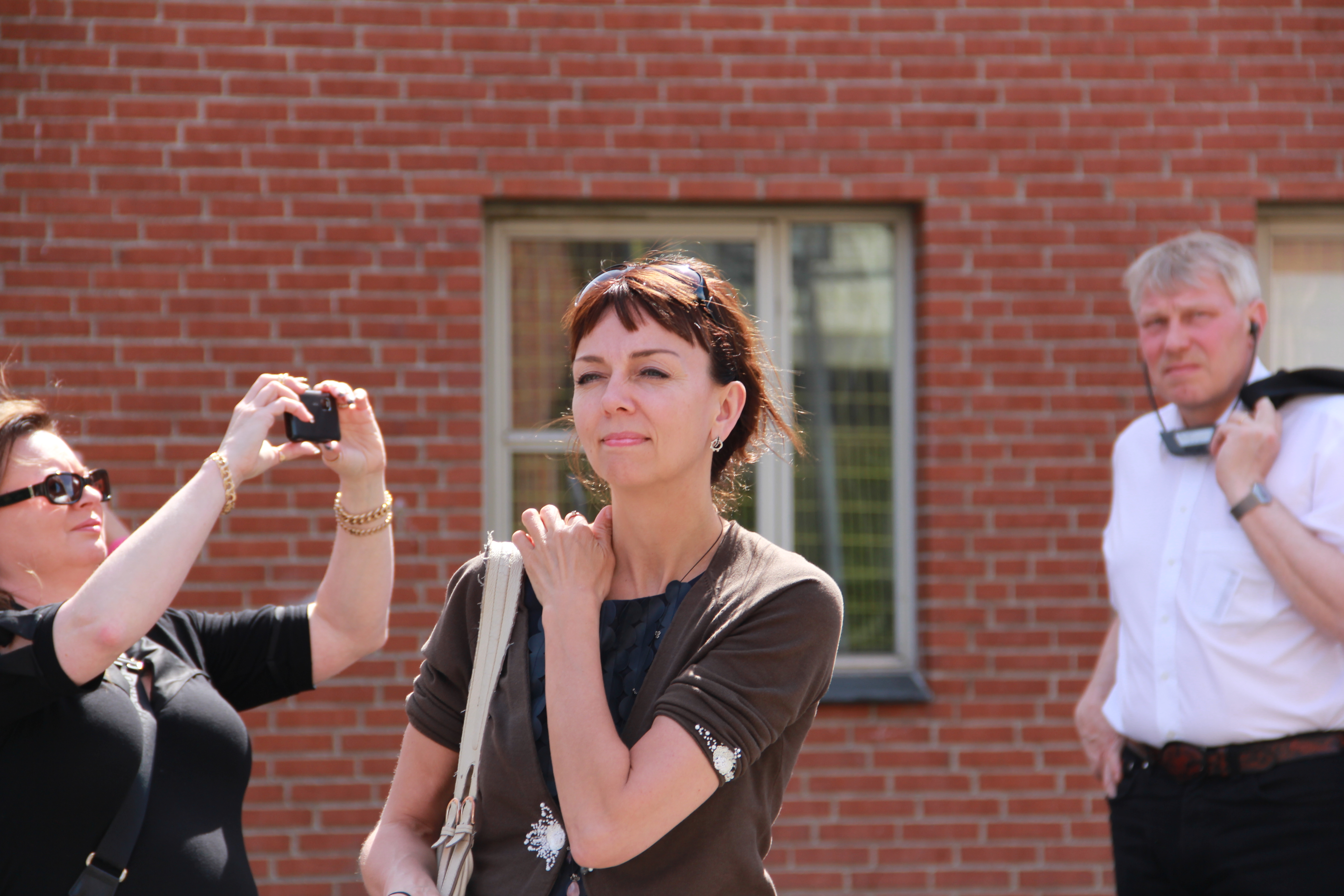
Siv v roce 2011